# Lijst van spoorwegstations in Overijssel

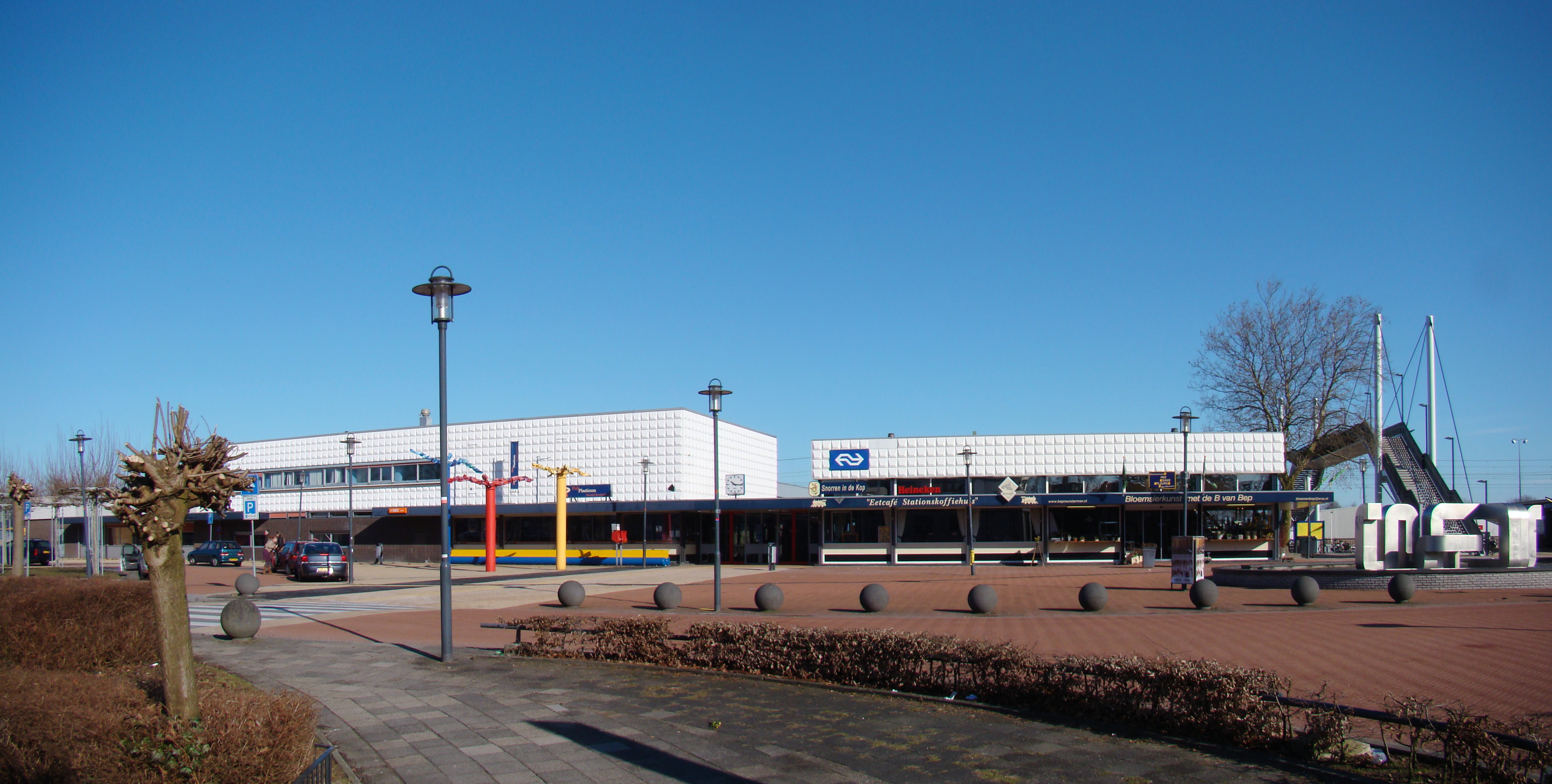
Station Steenwijk.

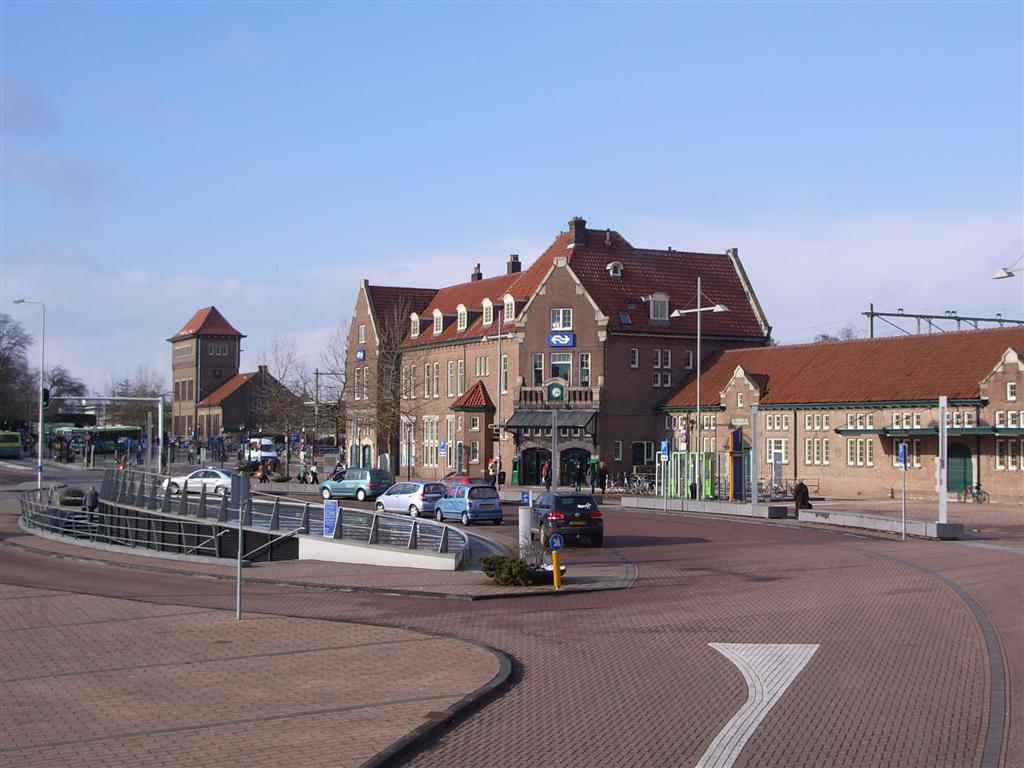
Station Deventer.

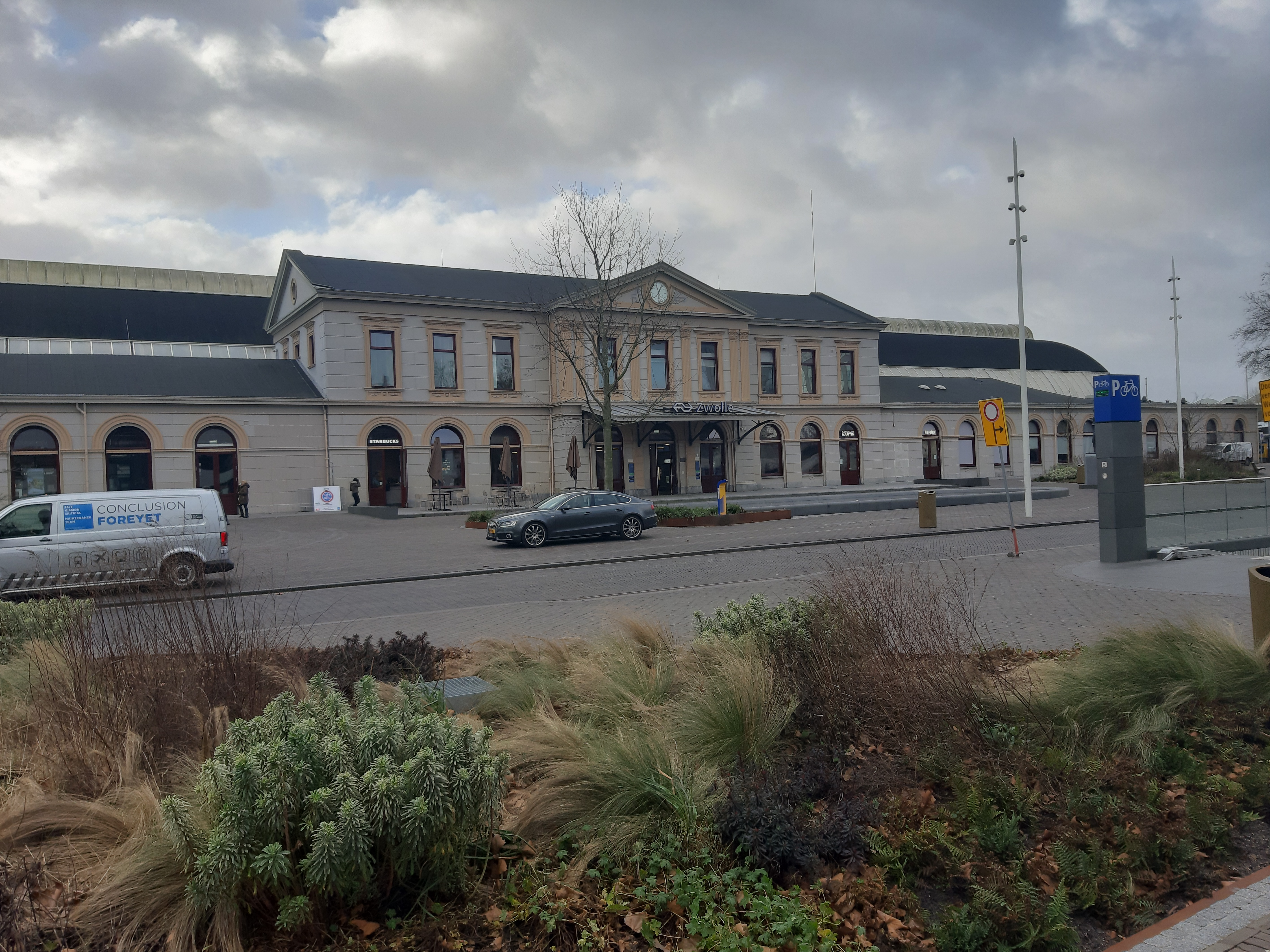
Station Zwolle.

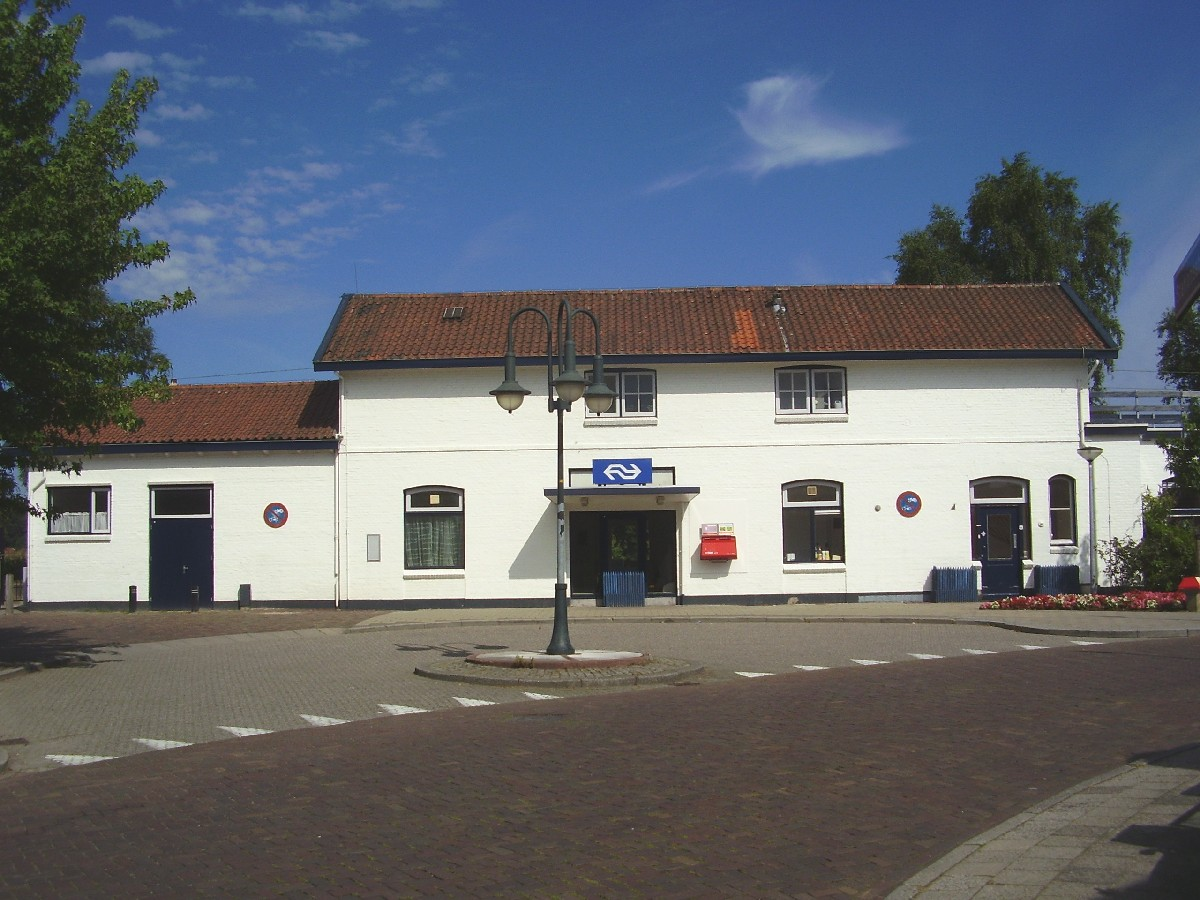
Station Holten.

Dit is een lijst van spoorwegstations in de provincie Overijssel.

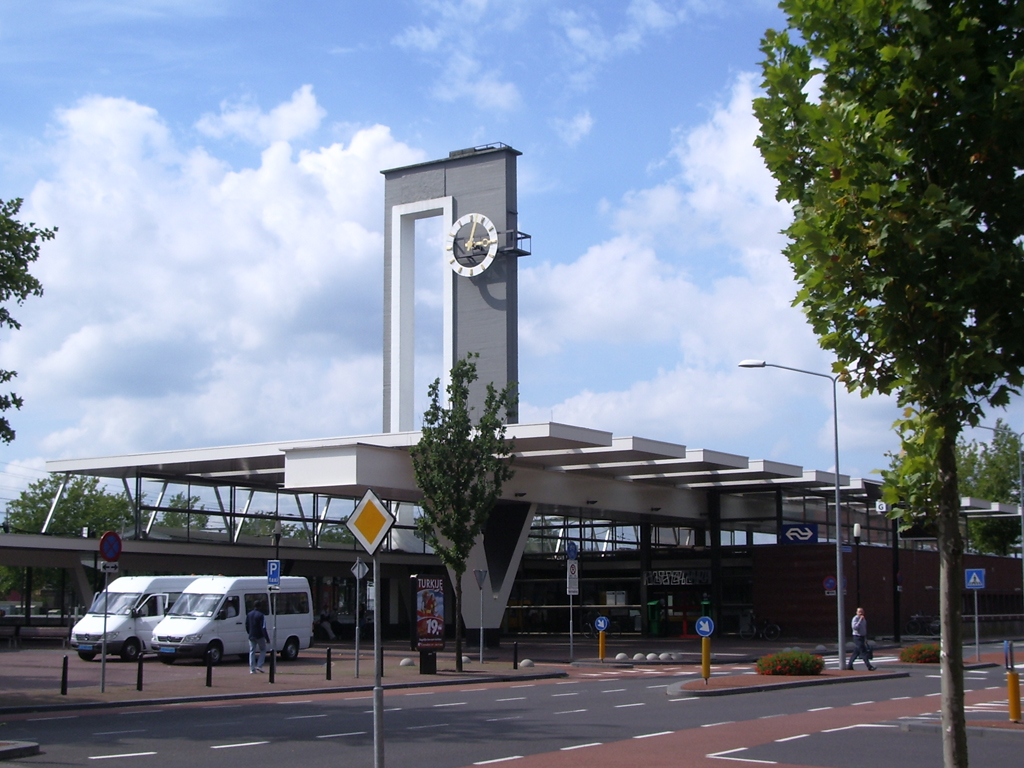
Station Almelo.

## Huidige stations
- Almelo
  - De Riet
- Borne
- Daarlerveen
- Dalfsen
- Delden
- Deventer
  - Colmschate
- Enschede
  - De Eschmarke
  - Kennispark
- Glanerbrug
- Goor
- Gramsbergen
- Hardenberg
- Heino
- Hengelo
  - Gezondheidspark
  - Oost

- Holten
- Kampen
  - Zuid
- Mariënberg
- Nijverdal
- Oldenzaal
- Olst
- Ommen
- Raalte
- Rijssen
- Steenwijk
- Vriezenveen
- Vroomshoop
- Wierden
- Wijhe
- Zwolle
  - Stadshagen